# حیدرآباد، اوتار پرادش
حیدرآباد، اوتار پرادش (به انگلیسی: Hyderabad) یک منطقهٔ مسکونی در هند است که در Unnao district واقع شده‌است.

## خصوصیات
حیدرآباد  ۶٬۹۳۷ نفر جمعیت دارد.